# Alstonia sebusi
Alstonia sebusi är en oleanderväxtart som först beskrevs av Henri Ferdinand Van Heurck och Johannes Müller Argoviensis och som fick sitt nu gällande namn av Joseph Vincent Monachino.
Alstonia sebusi ingår i släktet Alstonia och familjen oleanderväxter. Inga underarter finns listade i Catalogue of Life.